# James Hingston Tuckey
James Hingston Tuckey (mitunter auch James Kingston Tuckey; * August 1776 in Greenhill bei Mallow, County Cork, Irland; † 4. Oktober 1816 bei Muanda, Kongo) war ein britischer Marineoffizier und Forschungsreisender.
Tuckey diente als Offizier der Royal Navy in der Karibik, in Indien und im Fernen Osten. Im Jahr 1802 erhielt er den Auftrag bei der Gründung der britischen Kolonie New South Wales mitzuarbeiten. Er erforschte das Hinterland und vermaß den Hafen von Port Philip. Auf der Rückfahrt geriet er in französische Gefangenschaft. Während seiner Internierung verfasste er ein Werk über Meereskunde. 1815 wurde er zum Leiter einer Afrikaexpedition ernannt, die das Gebiet zwischen Kongo und Niger erkunden sollte. Er versuchte 1816, mit einem Dampfschiff den Kongo bis zur Quelle hinaufzufahren. Die Expedition, bei der Tuckey und etwa die Hälfte seiner Mannschaft den Tod fanden, scheiterte zwar, sein Reisebericht Narrative of an Expedition to Explore the River Zaire förderte aber das Interesse an der Erforschung Afrikas. Er erreichte 1816 den Rang eines Commander.

## Werke
- An Account of the Voyage to Establish a Colony at Port Philip in Bass’s Strait, on the East Coast of New South Wales, in His Majesty’s ship Calcutta, in the years 1802-3-4. 8vo. – London: Longman, Hurst, Rees, and Orme, 1805 online
- Maritime Geography and Statistics or Description of the Ocean and its Coasts, Maritime Commerce, Navigation. – London: Black, Parry and Co, 1815
- Narrative of an Expedition to Explore the River Zaire, Usually called the Congo, in South Africa, in 1816, under the Direction of Captain J.K. Tuckey, R.N. To which is added, the journal of Professor Smith; some general observations on the country and its habitants; and an appendix: containing the natural history of that part of the Kingdom of Congo through which the Zaire flows. 4vo. – London: Murray, 1818 (reprint Cass, 1967) online
- Memoir of a chart of Port Philip [i.e. Phillip]: Surveyed in October 1803. – Colony Press, 1987 – ISBN 0-949586-03-X